# Den svenska torpeden
Den svenska torpeden är en svensk dramafilm från 2024. Filmen är regisserad av Frida Kempff, som även skrivit manus tillsammans med Marietta von Hausswolff von Baumgarten. Josefin Neldén spelar titelrollen som Sally Bauer.
Den svenska torpeden är inspirerad av verkliga händelser ur Sally Bauers liv, bland annat hennes rekordsimning över Kattegatt och hennes första simning över Engelska kanalen. Filmen lägger stor vikt vid dåtidens kvinnoroll och moderskap och blandar tidslinjerna ur hennes liv. Bland annat föddes hennes son under slutfasen av andra världskriget och han var 6 år gammal när Sally simmade över Engelska kanalen en andra gång 1951, medan han i filmen var med redan vid Sallys första simning över Engelska kanalen.
Filmen hade biopremiär i Sverige den 15 november 2024, utgiven av Triart Film.

## Rollista (i urval)
- Josefin Neldén – Sally Bauer
- Lisa Carlehed – Carla
- Mikkel Boe Følsgaard – Henry
- Arthur Sörbring - Lars
- Gunnel Fred – Sallys mamma

## Produktion
Filmen är producerad av David Herdies, Erik Andersson och Michael Krotkiewski för Momento Film, i samproduktion med Film i Väst. Filmen började spelas in i augusti 2023 i bland annat Trollhättan.